# 510 a. C.
El año 510 a. C. fue un año del calendario romano prejuliano. En el Imperio Romano, fue conocido como el año 244 Ab Urbe condita.

## Acontecimientos
- Clístenes reforma el sistema político ateniense dando paso a una democracia basada en la igualdad de derechos para todos los ciudadanos.[1]
- El médico griego Alcmeón disecciona cadáveres para conocer la anatomía y la fisiología humanas. Identifica el cerebro como el asiento fisiológico del entendimiento.[1]
- Inicia el reinado del cuarto emperador de Japón, Itoku.
- Revolución Popular en la Acrópolis de Atenas.
- Tras el destronamiento y expulsión de Tarquino el Soberbio, el último rey de Roma, se instaurar el régimen republicano, con el Senado como órgano supremo. Se establece la igualdad jurídica entre las clases libres y se instaura un sistema electoral democrático.[1]

## Nacimientos
- Cimón de Atenas, estratego, jefe del partido aristocrático de Atenas (fecha aproximada).

## Fallecimientos
- Dorieo de Esparta